# Pablo Clavería
Pablo Clavería Herráiz (Madrid, 1º aprile 1996) è un calciatore spagnolo, centrocampista dello Zamora CF.

## Caratteristiche tecniche
È un centrocampista centrale.

## Carriera
Cresciuto nel settore giovanile del Rayo Vallecano, debutta in prima squadra il 13 dicembre 2014 in occasione dell'incontro di Primera División perso 3-0 contro il Valencia.